# لي مينهيوك
لي مينهيوك (بالكورية: 이민혁) (و. 1990 – م) هو مغن، وممثل من كوريا الجنوبية . ولد في سول .

## روابط خارجية
- لي مينهيوك على موقع IMDb (الإنجليزية)
- لي مينهيوك على موقع ميوزك برينز (الإنجليزية)
- لي مينهيوك على موقع ديسكوغز (الإنجليزية)
- لي مينهيوك على موقع ديسكوغز (الإنجليزية)
- لي مينهيوك على موقع قاعدة بيانات الفيلم (الإنجليزية)